# Atlantic Convoy
Atlantic Convoy ist ein US-amerikanischer Kriegsfilm aus dem Jahr 1942.

## Handlung
Während des Zweiten Weltkrieges kommt es nahe einem US-Stützpunkt der Marineflieger auf Island zu vermehrten Torpedoangriffen auf alliierte Versorgungsschiffe. Kapitän Morgan hegt den Verdacht, dass die deutschen U-Boote Informationen über die Schiffskonvois erhalten. Der Pilot Gregory verdächtigt den Meteorologen Carl Hansen, einen deutschen Emigranten, doch Morgan glaubt nicht, dass Hansen der Verräter ist.
Als der Frachter Mary Heather torpediert wird, schickt Morgan Hansen und Gregory zur Suche nach Überlebenden. Unter den Geretteten befinden sich die Krankenschwester Lida Adams, fünf englische Kinder und der Schiffsjunge Sandy Brown. Als das Wasserflugzeug mit den Überlebenden startet, wird es von einem Wrackstück getroffen. Die Erschütterung führt dazu, dass Gregory sich den Kopf anschlägt und bewusstlos wird. Hansen, der als Pilot keine Erfahrung hat, kann die Maschine zum Stützpunkt zurückbringen. Die Leistung erstaunt Morgan, der nun glaubt, dass Hansen ein Betrüger ist.
Der wahre Verräter ist jedoch der Schiffsjunge Sandy. Sandy sucht Otto auf, einen Spion der Nazis, der als Fischer in der Nähe der Basis arbeitet. Als Sandy später versehentlich einen deutschen Ausspruch von sich gibt, als eines der geretteten englischen Kinder stirbt, erregt das Hansens Verdacht. Hansen, mittlerweile in Lida verliebt, versucht sie davon zu überzeugen, dass Sandy ein Spion ist. Doch Lida wiederum hält Hansen selber für den Spion. Morgan hat in der Zwischenzeit Nachforschungen über Hansen betrieben. Dabei hat er herausgefunden, dass Hansen schon einmal der Spionage verdächtigt wurde und vor einem Kriegsgericht stand. Morgan sucht Hansens Baracke auf, um ihn zu verhaften, doch Hansen entkommt durch ein offenes Fenster.
Hansen flüchtet sich auf Ottos Fischerboot und erzählt dem vermeintlichen Fischer von seinem Verdacht gegen Sandy. Otto überwältigt Hansen und nimmt ihn gefangen. Nun erkennt Hansen in Otto auch den Nazi wieder, der ihn durch Betrug zum Landesverrat gebracht hat. Otto und Sandy zwingen Hansen dazu, das Boot so umzurüsten, dass es per Fernsteuerung einen alliierten Munitionsfrachter rammen kann und dann explodiert. Hansen kann den Alliierten den Plan heimlich zuspielen. Morgan befiehlt einen Luftangriff auf das Fischerboot. Zwischen Otto und Hansen kommt es zu einem Faustkampf, bei dem sie ins Wasser fallen, kurz bevor der Angriff stattfindet. Otto wird gefangen genommen. Lida, die nun Hansens Unschuld erkennt, wirft sich in dessen Arme.

## Kritik
Die Kritik der New York Times war negativ. Obwohl der Film nie vorgab, mehr zu sein als ein Routineprodukt, erreiche er kaum einmal dieses niedrige Niveau. Die Darsteller, speziell Clifford Severn, nehmen ihre Rollen sehr ernst. Mehr, als die naiven Klischees der Geschichte verdienen.

## Hintergrund
Der Film wurde am 2. Juli 1942 in den USA uraufgeführt. In Deutschland wurde Atlantic Convoy nie gezeigt, es existiert daher auch keine deutsche Synchronfassung.